# Raoul and the Kings of Spain
Albums de Tears for Fears
Elemental
(1993) Saturnine Martial and Lunatic
(1996)
Singles
1. Raoul and the Kings of Spain
Sortie : 25 septembre 1995
2. Secrets
Sortie : Janvier 1996
3. Falling Down
Sortie : Février 1996
4. God's Mistake
Sortie : 17 juin 1996

Raoul and the Kings of Spain est le cinquième album studio de Tears for Fears, sorti le 6 octobre 1995.
Il s'agit du deuxième album avec Alan Griffiths. Musicalement, il s'éloigne de plus en plus du « son » qui a fait la gloire du groupe pour s'orienter vers une musique à la fois plus introspective et plus rock. Orzabal renoue avec ses origines espagnoles et on peut noter la participation d'Oleta Adams (Woman in Chains). Souvent honni par la critique, cet album a tout de même ses partisans comme Claude Rajotte, critique de disque pour Radio-Canada et MusiquePlus, qui lui a donné une note de 8 sur 10.
Dans les classements, cet album de TFF n'a connu que peu de succès, notamment au Royaume-Uni et aux États-Unis où il s'est classé 79e au Billboard 200. Il a connu davantage de succès en Europe continentale comme en Italie (n° 23), en Belgique wallonne (n° 13) ou encore en France (n° 5) ; les années de gloire pour le groupe sont alors terminées.

## Contexte
L'album, selon Orzabal, a comme thème récurrent les relations familiales et plonge dans son propre héritage espagnol. Le titre de l'album a été évoqué dès les années 1980 en tant que titre potentiel du troisième album du groupe (qui est finalement devenu The Seeds of Love). Raoul était à l'origine le prénom d'Orzabal donné à sa naissance avant d'être "anglicisé" par ses parents, devenant Roland (Orzabal a donné plus tard le prénom "Raoul" à son premier fils, né en 1991).
L'album devait initialement être publié par Mercury Records, mais le projet a été annulé après que Tears For Fears ait quitté le label pour signer avec Sony/Epic Records. L'album a finalement été publié par Sony en octobre 1995 avec une liste de titres légèrement différente et une nouvelle pochette.
L'album s'est classé 41e au Royaume-Uni et 79e aux États-Unis, mais a connu plus de succès en Europe continentale, atteignant par exemple la 23e place en Italie, la 13e en Belgique (Wallonie) et la 5e en France. Il a été plutôt mal reçu par les critiques, dirigées notamment contre les paroles d'Orzabal, que Tom Demalon d'Allmusic a décrites comme "soient impénétrables, soient ridiculement stupides". Il a par contre décrit certains des arrangements musicaux de l'album comme "vraiment jolis, quoique peu excitants".
L'album contient une réunion avec Oleta Adams, qui avait enregistré et fait de nombreuses tournées avec le groupe pour l'album The Seeds of Love ; elle apparaît ici avec Orzabal sur le titre "Me and My Big Ideas".
La basse est ici jouée par Gail Ann Dorsey qui jouerait plus tard avec David Bowie. 
La photo de la couverture, intitulée "Running Them In At Pamplona", est de Jose Galle et est une représentation du festival annuel "Running of the Bulls" qui s'est tenu à Pampelune en Espagne. Plusieurs photographies de la pochette intérieure ont été réalisées par David Tack, tirées de son livre Impressions Of Spain publié par Quartet (le torero à cheval à la page 4 est Rafael Peralta, un torero espagnol renommé Rejoneador). Pamela Springsteen a pris des photos de la pochette intérieure de Roland Orzabal, filmées à l'historique Mission Inn de Riverside, en Californie, où la vidéo promotionnelle de "Raoul and the Kings of Spain" a été tournée.
L'album a été réédité en août 2009 par Cherry Pop Records, avec sept pistes bonus.

## Liste des titres
| No  | Titre                         | Auteur                         | Durée |
| --- | ----------------------------- | ------------------------------ | ----- |
| 1.  | Raoul and the Kings of Spain  | Roland Orzabal, Alan Griffiths | 5:16  |
| 2.  | Falling Down                  | Orzabal                        | 4:56  |
| 3.  | Secrets                       | Orzabal, Griffiths             | 4:42  |
| 4.  | God's Mistake                 | Orzabal, Griffiths             | 3:47  |
| 5.  | Sketches of Pain              | Orzabal                        | 4:21  |
| 6.  | Los Reyes Católicos           | Orzabal, Griffiths             | 1:44  |
| 7.  | Sorry                         | Orzabal, Griffiths             | 4:48  |
| 8.  | Humdrum and Humble            | Orzabal, Griffiths             | 4:11  |
| 9.  | I Choose You                  | Orzabal                        | 3:26  |
| 10. | Don't Drink the Water         | Orzabal, Griffiths             | 4:51  |
| 11. | Me and My Big Ideas           | Orzabal, Griffiths             | 4:33  |
| 12. | Los Reyes Católicos (Reprise) | Orzabal, Griffiths             | 3:43  |

| 13. | All of the Angels                       | Orzabal, Griffiths                         | 4:31 |
| 14. | The Madness of Roland                   | Orzabal, Griffiths                         | 5:10 |
| 15. | Queen of Compromise                     | Orzabal, Griffiths, MacLeod, Bruni, Dorsey | 3:57 |
| 16. | Until I Drown                           | Orzabal, Griffiths                         | 3:23 |
| 17. | War of Attrition                        | Orzabal, Griffiths                         | 3:45 |
| 18. | Raoul and the Kings of Spain (Acoustic) | Orzabal, Griffiths                         | 4:29 |
| 19. | Break It Down Again (Acoustic)          | Orzabal, Griffiths                         | 3:14 |

## Personnel
- Roland Orzabal : guitare, claviers, chant

### Musiciens additionnels
- Alan Griffiths : guitare, claviers
- Jeffrey Trott : guitare
- Gail Ann Dorsey : basse
- Jebin Bruni : orgue Hammond
- Brian MacLeod : batterie, percussions
- Oleta Adams : chant sur (11)
- Mark O'Donoughue : chœurs